# قائمة الدول حسب إنتاج المغنيسيوم
هذه قائمة الدول المنتِجة لمعدن المغنيسيوم حسب إنتاج عام 2014 حسب بيانات الماسح الجيولوجي الأمريكي.

## الدول
| الرتبة | الدولة\المنطقة  | إنتاج المغنيسيوم (آلاف الأطنان) |
| ------ | --------------- | ------------------------------- |
| —      | الإنتاج العالمي | 6,970                           |
| 1      | الصين           | 4,900                           |
| 2      | روسيا           | 400                             |
| 3      | تركيا           | 300                             |
| 4      | النمسا          | 200                             |
| 5      | سلوفاكيا        | 200                             |
| 6      | كوريا الشمالية  | 80                              |
| 7      | البرازيل        | 150                             |
| 8      | إسبانيا         | 280                             |
| 9      | اليونان         | 115                             |
| 10     | الهند           | 60                              |
| 11     | أستراليا        | 130                             |
| —      | Other Countries | 155                             |